# Ur (klinopis)
Klinopisni znak ur () je pogosto rabljen znak v Epu o Gilgamešu, Amarnskih pismih in drugih klinopisnih besedilih.  V Epu o Gilgamešu ima več različnih pomenov. Kot velika črka UR se uporablja kot sumerogram in za črkovanje akadske besede barbaru, pisane kot UR.BAR.RA, ki pomeni "volk" (tablici VI in XI).
Klinopisni ur je lahko znak za zlog "ur" in črki "u" in "r". V Amarnskih pismih je sumerogram za slovensko besedo  "pes" in se piše kot UR.KI ali UR.KU.
Klinopisni znak ur se piše na več načinov (znaki št. 575, 535, 536 in 537). Na znakih z veliko potezami so poteze pogosto potegnjene druga čez drugo in jih je težko prepoznati.

## Sklica
1. ↑  Parpola (197l). The Standard Babylonian Epic of Gilgamesh. Glossary, str. 119-145, barbaru, str. 122.
2. ↑  Moran, William L. (1987, 1992). The Amarna Letters. EA 138, opomba 8, str. 224, & "Index of Words", str. 377.